# Албум (плоча)
Албум (лат. albus — бело, бели лист) у старом Риму је било име за плочу на којем је понтифекс максимус исписивао важне догађаје у години, и где су се исписивала имена државних службеника за једну годину, одлуке и др. Данас се овај назив користи за све збирке које су сажете у једну затворену мању целину: песама, слика, поштанских маркица, фотографија, разгледница.